# エビータ (ミュージカル)
『エビータ』 (Evita) は、ロイド＝ウェバー男爵アンドルー・ロイド・ウェバー作曲、ティム・ライス作詞によるミュージカル作品。このコンビが全編にわたり共同作業した最後の作品である。
アルゼンチンのフアン・ペロン大統領が政権を獲得する前後の時代を舞台に、ペロンの2度目の妻であり、国民に絶大な人気を誇ったエバ・ペロンの生い立ち、権力、慈善事業、死などを描いている。史実を踏まえてはいるが、フィクションである。劇中に登場する人物のチェは、チェ・ゲバラをモデルにしたキャラクターである。
1976年にリリースされたロック・オペラ・コンセプト・アルバム『Evita』を起源とする。このアルバムの成功により、1978年、ロンドンのウエスト・エンドでミュージカルが上演され、ローレンス・オリヴィエ賞新作ミュージカル賞を受賞し、1年後にブロードウェイで上演され、トニー賞ミュージカル作品賞を受賞した初めてのイギリスのミュージカルとなった。
以降多くのツアー公演、海外プロダクション、キャスト・アルバムが製作されたほか、1996年にはマドンナおよびアントニオ・バンデラス主演でミュージカル映画『エビータ』が製作された。2006年にはロンドンで、2012年にはブロードウェイで再演されたほか、2013年から2014年にかけて全英ツアー公演が行われ、2014年9月から10月にかけてウエスト・エンドにあるドミニオン・シアターにて55回公演が行われた。

## 経緯
1972年、演出家およびプロデューサーのロバート・スティグウッドはロイド・ウェバーおよびライスに新作ミュージカル版『ピーターパン』製作の提案をしたが進展しなかった。
1973年のある夜、ライスはエヴァ・ペロンに関するラジオ番組が終了すると聞いて興味が湧いた。子供の頃切手収集をしていて、アルゼンチンの切手に描かれたエヴァの絵に魅了されたことがあったが、当時はアルゼンチンの歴史にエヴァがどれほど重要であったか知らなかった。ライスはエヴァについて調べ始め、シネマ・インターナショナル重役からアルゼンチンの映画監督で1972年10月24日にイギリスで放送されたテレビ映画『Queen of Hearts』をプロデュースしたカルロス・パシーニを紹介された。この重役はライスがテムズ・テレビジョンでこの映画を観る手はずを整え、ライスは「最低でも20回」は鑑賞し、「パシーニのよく研究された映画に夢中になった」。ライスはエヴァについてより深く研究するため、エヴァが15歳から住んだブエノスアイレスに出向き、多くの文書を読んでエヴァの人生を研究し、パシーニに紹介された人々に会ううちによりエヴァに惹かれ、ライスは長女にエヴァと名付けるほどだった。
ライスはこれを基にしたミュージカルのアイデアをロイド・ウェバーに提案し、タンゴ、パソドブレなどラテン系の曲の作曲のアイデアがあがったが、ロイド・ウエバーは結局断った。ロイド・ウェバーはアラン・エイクボーンとコラボレートしてP・G・ウッドハウスのキャラクターを基にし、伝統的ロジャース&ハート様式の『Jeeves』を製作したが、批評的にも商業的にも失敗した。この後、ロイド・ウェバーはライスのもとに戻り、ライスが提案したミュージカルの製作を始めた。
1996年の書籍『Evita: The Real Life of Eva Perón』の作家は、このミュージカルはエヴァに批判的なメアリー・メイン著の伝記『The Woman with the Whip』を基にしていると主張した。ライスはメインの伝記を称賛したが、参照しているとは語っていなかった。ライスはチェを狂言回しおよびコロスとして作り上げた。だいぶ後になってチェ・ゲバラがアルゼンチン人だと知ったが、歌詞の中にゲバラの要素が一部入っているが必ずしもゲバラをモデルにした訳ではない。しかしのちにハロルド・プリンスがこのプロジェクトに参加した時、チェ役を演じる役者はゲバラを参考にすべきだと語った。1996年の映画版では、チェ役はより匿名性が高くなった。2006年のロンドン再演でも同様のことを言える。
ロイド・ウェバーと指揮者のアンソニー・ボウルズは第2回シドモントン・フェスティバルでこのミュージカルを演奏し、その後ロンドン・フィルハーモニー管弦楽団と共にレコーディングを行なった。

## アルバム
ロイド＝ウェバーとティム・ライスのコンビによる前作『ジーザス・クライスト・スーパースター』のように、1976年11月19日、『エビータ』は当初2枚組アルバムとしてリリースされた。ミュージカル・ドラマ『ロック・フォリーズ (Rock Follies)』に出演し、ミュージカル『Godspell』ロンドン公演オリジナル・キャストとして知られる女優および歌手のジュリー・コヴィントンがタイトル・ロールとなった。1976年4月、『ジーザス』のMCAレコードが製作を始め、ロイド・ウェバーとライスがプロデュースした。レコーディング・エンジニアのデイヴィッド・ハミルトン・スミスはライスに認められのちに第3のプロデューサーとなった。
フアン・ペロン役にポール・ジョーンズ、チェ役にコルム・ウィルキンソン、ミストレス役にバーバラ・ディクソン、オーガスティン・マガルディ役にトニー・クリスティが配役された。当初ロイド・ウェバーとライスはスティーヴ・マリオット、ジョン・フォガティをチェ役に挙げていたがどちらも乗り気ではなかった。『ジーザス』のアルバムで大成功をおさめたマレー・ヘッドがいくつかのデモを録音したが、ライスはのちに「ユダ役を演じた時のような魔法はかけられないと思った」と語った。この頃コルム・ウィルキンソンは『ジーザス』ロンドン公演でユダ役を演じており、オーディションを受けることに同意した。「数行歌っただけでこの人だと思った」。
ペロン役のジョーンズは1967年に『傷だらけのアイドル』で主演したことがあった。マンフレッド・マンのリード・ボーカルだったジョーンズの後任マイク・ダボがアルバムに端役で出演しており、ジョーンズとダボが共演した最初の作品となった。デイヴ・クラーク・ファイヴの元リード・ボーカルのマイク・スミスとダボはこのアルバムで共演し、のちに仕事上のパートナーとなる。
パシーニは最初のシーン『A Cinema in Buenos Aires, 26 July 1952』をスペイン語で執筆した。またパシーニは映画のサントラで俳優として参加し、さらにエヴァの死の公式声明を読んだ。ロイド・ウェバー邸にアルバムが届いた時、パシーニは同僚アントン・ファーストと共に映像を残した。この作品へのパシーニの貢献に、ライスとロイド・ウェバーはのちの感謝の言葉の最初にパシーニを登場させた。
イギリス、オーストラリア、南アフリカ、南アメリカ、ヨーロッパの様々な地域でこのアルバムは『ジーザス』を越える売り上げとなった。しかしアメリカではここまでの成功ではなかった。1976年10月、コヴィントンが歌う『アルゼンチンよ、泣かないで』(Don't Cry for Me Argentina、当初のタイトルは「It's Only Your Lover Returning」)がリリースされ、1977年2月に全英ヒットチャートで1位を記録するなど大ヒットし、海外でも同様のヒットとなった。アメリカおよびイギリスでカレン・カーペンター、オリビア・ニュートンジョン、ペトゥラ・クラークのカバー版もリリースされている。バーバラ・ディクソンが歌った『Another Suitcase in Another Hall 』もヒットしディクソンの代表曲となっている。

## 登場人物
- エバ・ペロン (メゾ): 主演、15歳-33歳
- チェ (テナー): 主演、21歳-35歳[9][10][11][12]
- フアン・ペロン (バリトン): 主演、23歳-55歳
- オーガスティン・マガルディ (テナー): 助演、23歳-35歳
- ミストレス (メゾ): 助演、14歳-18歳
- コーラス (アルゼンチンの男性、女性、子供)

### 各公演キャスト
|                                                 | エヴァ・ペロン （エヴィータ） | チェ                                                           | フアン・ペロン                 | オーガスティン・マガルディ   | ペロンのミストレス           |
| コンセプト・アルバム (1976年)                   | ジュリー・コヴィントン        | コルム・ウィルキンソン                                         | ポール・ジョーンズ             | トニー・クリスティ           | バーバラ・ディクソン         |
| オリジナル・ウエスト・エンド・キャスト (1978年) | エレイン・ペイジ              | デイヴィッド・エセックス                                       | ジョス・アクランド             | マーク・ライアン             | ショバン・マカーシー         |
| オリジナル・ブロードウェイ・キャスト (1979年)   | パティ・ルポーン              | マンディ・パティンキン                                         | ボブ・ガントン                 | マーク・サイアーズ           | ジェーン・オリンガー         |
| 映画キャスト (1996年)                           | マドンナ                      | アントニオ・バンデラス                                         | ジョナサン・プライス           | ジミー・ネイル               | アンドレア・コアー           |
| ウエスト・エンド再演キャスト (2006年)           | エレナ・ロジャー              | マット・ロウル                                                 | フィリップ・クオスト           | ゲイリー・マイルナー         | ローナ・ウォント             |
| ブロードウェイ再演キャスト (2012年)             | エレナ・ロジャー              | リッキー・マーティン                                           | マイケル・サヴリス             | マックス・ヴォン・エッセン   | レイチェル・ポッター         |
| 全英ツアー・キャスト (2013年)                   | キャロライン・ボウマン        | ジョシュ・ヤング                                               | シーン・マクロリン             | クリストファー・ジョンストン | クリスティーナ・アラバド     |
| ウエスト・エンド再演キャスト (2014年)           | マデレーナ・アルバート        | マーティ・ピロウ                                               | マシュウ・カムル               | ベン・フォースター           | サラ・マクニコラス           |
| ウエスト・エンド再演キャスト (2017年)           | エマ・ハットン                | ジャン・マルコ・スキアレッテイ                                 | ケビン・ステフェン＝ジョーンズ | オスカー・バルマセダ         | サラ・オコナー               |
| インターナショナル・ツアー (2017-2018年)        | エマ・キングストン            | ジョナサン・ロックスマウス ラミン・カリムルー （日本公演限定） | ロバート・フィンレイソン       | アントン・レイティン         | イザベラ・ジェーン           |
| オーストラリア (2018年)                         | ティナ・アリーナ              | カート・カンスレイ                                             | パウロ・スゾット               | マイケル・ファルゾン         | アレクシス・ヴァン・マーネン |

## あらすじ

### 第1幕
1952年7月26日、アルゼンチンのブエノスアイレスにある映画館("A Cinema in Buenos Aires, 26 July 1952")。映画ではスペイン語で台詞を話しているが、アナウンサーがこれを中断し、始めはスペイン語で、途中から英語で「今夜8時25分、エヴァ・ペロンが永遠の眠りに就きました」と語る。観客は胸を痛め、エヴィータへのレクイエムを歌う("Requiem for Evita")。エヴィータの死でアルゼンチン中が悲しみに暮れる中、狂言回しのチェは皮肉を込めた目で見る("Oh What a Circus")。
1934年、チェは15歳のエヴァを紹介する。エヴァはタンゴ歌手オーガスティン・マガルディの舞台を見て、初めての恋に落ちる("On This Night of a Thousand Stars")。エヴァはマガルディにブエノスアイレスに連れて行ってくれるよう頼み、マガルディは最初は拒否するが結局容認する("Eva, Beware of the City")。ブエノスアイレスに到着し、女優として大成する夢を語る("Buenos Aires")。すぐにマガルディのもとを離れ、チェはエヴァがいかにしてモデル、ラジオ・スター、女優へと這い上がっていったかを語る("Goodnight and Thank You")。そしてチェは1943年の政変およびエヴァの成功について語り、アルゼンチンの政治とエヴァのキャリアがすぐに一致することをほのめかす。チェは意欲あるフアン・ドミンゴ・ペロン大佐が政界に進出していく様子を語る("The Lady's Got Potential")。ペロンや他の軍人は権力を持ち、政略を練る("The Art of the Possible")。
アルゼンチン西部のサンフアンに壊滅的な地震が起き、ペロンはルナ・パークでチャリティ・コンサートを開催する。エヴァはこれに参加し、マガルディを見かけるが冷たく避けられる。ペロンは観衆を激励し、舞台から飛び降りるとエヴァと出会う("Charity Concert")。コンサートの後にエヴァとペロンは密会し、エヴァはペロンに政権を握る力となると語る("I'd Be Surprisingly Good For You")。エヴァはペロンのミストレスを追い出す("Another Suitcase in Another Hall")。
ペロンのもとに転がり込んだエヴァは上流社会に足を踏み入れるが、上流階級の人々やアルゼンチン陸軍の軍人たちから見下される("Perón's Latest Flame")。1946年、ペロンは大将に昇進した後、大統領選に出馬し、エヴァといかに選挙を勝ち抜くか話し合う。エヴァはペロンに自信を持たせ、支援者の集会を組織し、邪魔者を処理する陰謀を練る("A New Argentina")。

### 第2幕
1946年、ペロンは圧勝で大統領に選ばれる。大統領官邸カサ・ロサダのバルコニーに立ち、労働者たちに訴えかける("On The Balcony of the Casa Rosada")。エヴァは官邸のバルコニーから熱心な支援者たちに向かい、以前は名声や栄光を求めていたけれども、今はこの国の人々のためになりたいと語る("Don't Cry for Me, Argentina")。チェはペロンの大統領就任式でのエヴァのダンスがどのぐらいの値をつけるか分析する("High Flying, Adored")。
エヴァはその魅力的なイメージでアルゼンチンの人々に好印象を与え、ペロン党を組織する。エヴァはヨーロッパ外遊の準備をし、スタイリストたちに衣裳を選ばせる("Rainbow High")。1946年の外遊の結果は様々で("Rainbow Tour")、スペイン人はエヴァを好んだが、イタリア人はペロンをベニート・ムッソリーニになぞらえた。フランスでは特に印象に残せず、イギリスではバッキンガム宮殿ではなく田舎の邸宅に招待されるなど冷遇される。エヴァは上流階級を軽蔑していることを認め、チェはエヴァに約束通りに困っている人々を助け始めたらどうかと語る("The Actress Hasn't Learned the Lines (You'd Like to Hear)")。エヴァはチャリティ活動をするためエヴァ・ペロン基金を立ち上げる。チェは物議を醸すエヴァの慈善事業、および資金洗浄の可能性について語る("And the Money Kept Rolling In (And Out)")。
エヴァは熱心な支援者たちの前でサクラメントを受けるため教会に向かうが("Santa Evita")、幻覚が起きて昏睡状態になる。エヴァの視点ではエヴァとチェはエヴァの行動について激しく議論する。チェはアルゼンチンの人々を自分の目的のために利用しているとしてエヴァを責め、エヴァは世界中の問題を解決しようとしても何の栄光にもならないと皮肉を込めて返す("A Waltz for Eva and Che")。議論の中で、エヴァは自分がもう長く生きられないことを認める。その後エヴァはペロンがキャリアのために自分を必要としているのではなく、本当に自分を愛してくれているということにようやく気付く("You Must Love Me")。
ペロンの周囲ではエヴァの干渉が不快になってきており、ペロンにエヴァを政界から遠ざけさせようとする。しかしペロンはそれがエヴァのためでないのなら、そうすることはできないと主張する ("She Is a Diamond")。ペロンは一方でエヴァが子宮頸癌によりもう長くないことを認めている。それでもなおエヴァは副大統領になる決心をし、ペロンはそうなると軍が政変を起こしかねないこと、そしてストレス過多な業務に対してエヴァの健康が心配だと語るが、エヴァはそれでも続けると主張する("Dice Are Rolling/Eva's Sonnet")。
死が近づいていることを察し、エヴァは副大統領となることを断念し、アルゼンチンの人々への永遠の愛を誓う("Eva's Final Broadcast")。亡くなる前にエヴァにこれまでのことが走馬灯のようによみがえり("Montage")、許しを請い、長寿よりも名声を選んだと考える("Lament")。エヴァは亡くなり、死体防腐処理者がエヴァの遺体を永遠に保存できる処理をする。チェは、エヴィータのための記念碑が立てられることになったがエヴァの遺体がなくなって17年後に台座だけが完成した、と語る。

## 使用楽曲
| - "A Cinema in Buenos Aires, 26 July 1952" – 民衆° - "Requiem for Evita" – コーラス - "Oh What a Circus" – チェ、民衆 - "On This Night of a Thousand Stars" – マガルディ - "Eva and Magaldi" / "Eva, Beware of the City" – エヴァ、マガルディ、エヴィータの家族 - "Buenos Aires" – エヴァ、民衆 - "Good Night and Thank You" – チェ、エヴァ、マガルディ、Lovers - "The Lady's Got Potential" – チェ* - "The Art of the Possible" – ペロン、Generals、エヴァ - "Charity Concert" – ペロン、チェ、マガルディ、エヴァ - "I'd Be Surprisingly Good For You" – エヴァ、ペロン - "Hello and Goodbye" – エヴァ - "Another Suitcase in Another Hall" – ペロンのミストレス、男声コーラス - "Peron's Latest Flame" – チェ、貴族、兵士、エヴァ - "A New Argentina" – エヴァ、チェ、ペロン、民衆 | - Entr'acte - "On The Balcony of the Casa Rosada" – ペロン、チェ、民衆 - "Don't Cry for Me Argentina" – エヴァ - "High Flying Adored" – チェ、エヴァ - "Rainbow High" – エヴァ、衣裳係 - "Rainbow Tour" – ペロン、助言者、チェ - "The Actress Hasn't Learned the Lines (You'd Like to Hear)" – エヴァ、貴族、チェ - "And the Money Kept Rolling In (And Out)" – チェ、民衆 - "Santa Evita" – 子供たち、コーラス - "A Waltz for Eva and Che" – エヴァ、チェ - "You Must Love Me" - エヴァ - "Peron's Latest Flame Playoff" - 兵士たち** - "She is a Diamond" – ペロン** - "Dice Are Rolling" / "Eva's Sonnet" – ペロン、エヴァ - "Eva's Final Broadcast" – エヴァ - "Montage" – エヴァ、チェ、ペロン、コーラス*** - "Lament" – エヴァ、死体防腐処理者、チェ |

### 特記事項
- *ほとんどのプロダクションでカットされて『The Art of the Possible』に置き換えられているが、多くの公演で修正版が使用されている。
- ** 2曲合わせて『She is a Diamond』とされることも多い。
- *** プロダクションによって長さもメロディも違う。
- °日本公演、ロンドン再演、ブロードウェイ再演では『Junin, 26 July 1952』に置き換えられた。
- 『You Must Love Me』は1996年の映画版用に作曲されたが、2006年のロンドン・プロダクションなど映画版製作以降のプロダクションに追加された。『Waltz for Eva and Che』の後、『Eva's Final Broadcast』の前に演奏される。
- 1976年のコンセプト・アルバム『Evita 』参照のこと。

### 音楽的分析
多岐にわたる音楽様式を使用している。オープニングのコーラスの『Requiem for Evita』、幕間のコーラス『Oh What a Circus』、『Lament』など作品中に流れるインストゥルメンタル、『Don't Cry for Me Argentina』のイントロなどはクラシック調である。『Buenos Aires』、『And the Money Kept Rolling in (And Out)』、『On This Night of a Thousand Stars』などはリズミックなラテン調で、『High Flying, Adored』、『Another Suitcase in Another Hall』はバラード調である。『Oh What a Circus』、『Perón's Latest Flame』、およびのちにカットされた『The Lady's Got Potential』などはロック調である。この曲は1996年の映画版でライスにより詞が改変されて復活し、以降アルゼンチンの歴史に馴染みが浅いであろう日本、チェコ、デンマークのプロダクションでも使用されている。

## 作品中のエビータ像
アルゼンチンのジャーナリストおよび作家であるトーマス・イーロイ・マルティネスの言及を以下に示す:
チェとエビータはナイーヴだが印象的で、より良い世界への信念を持っている。財産の奪取、屈辱、貧困への自己犠牲の精神を持っている。キリストのイメージの再生のようなものである。—トーマス・イーロイ・マルティネス
『エビータ』における詩やストーリーの骨格は、反ペロン派のメアリー・メイン著によるエビータの伝記、『ムチを持った女』をもとに構築されている。この伝記はそもそもエバの政敵による証言が多いことが指摘されている。『エビータ』が舞台化されるとすぐ、エバ・ペロンを肯定的に描いた伝記『エビータ 聖女伝説』を出版したニコラス・フレイザーとマリサ・ナヴァロは、『ムチを持った女』が偏向的なエビータ像を紹介しているばかりか、エバが初めてブエノスアイレスに向かったのは既婚のミュージシャンであるオーガスティン・マガルディの愛人としてであるなど、ライスの歌詞に影響を与えたメインの文章が数多くの誤謬を犯していることを指摘し、エバがラジオ女優を目指していたため母ドナ・ファナがブエノスアイレスに連れて行ったのだと記した。「ティム・ライスの歌詞は、必要以上にエバ・ペロンの事績、特に慈善事業対する功績を貶めている」という批判は多い。ナヴァロとフレイザーによると、「この作品はエビータの人生において影の部分を主に描いたもので、最初は10代のような服装で毎晩出掛けて売春婦となり、最後にはファースト・レディとしてチュール布や銀箔をまとったエビータには同情せざるを得ない」。
1996年の映画版の成功後、アルゼンチンでペロンの伝記映画『エバ・ペロン〜エビータの真実』が公開され、ロイド・ウェバー作のこのミュージカルで起こった歪曲を正すものとなった。

## プロダクション

### オリジナル・ウエスト・エンド・プロダクション
イギリスでは1976年のコンセプト・アルバム『Evita 』が『ジーザス・クライスト・スーパースター』を上回る好評を博し、ロイド・ウェバーはアメリカの著名な演出家ハロルド・プリンスに『エヴィータ』のアルバムを送り、舞台化への参加を要請した。プリンスは同意し、「葬式で始まるオペラはどの作品でも悪くない」と語ったが、多忙なため2年間は関わることができなかった。この頃ロイド・ウェバーとライスは曲のカット、短縮、新曲の追加、歌詞の書き直しなど作品のいくつかの部分をやり直していた。1978年初頭、プリンスのリハーサル開始準備が整った。5月、プリンスが参加した直後、チェのロック曲『The Lady's Got Potential 』の削除などいくつかの変更を提案した。プリンスはペロンが権力をつけていく様子を描く曲を要請してライスとロイド・ウェバーは、ペロンが最終的に残るまで陸軍将校たちが脱落していく椅子取りゲームの曲『The Art of the Possible 』を作曲した。
1978年6月21日、ウェストエンドのプリンス・エドワード劇場で初演され、3,176公演上演後の1986年2月18日に閉幕した。エレイン・ペイジがエヴィータ役、デイヴィッド・エセックスがチェ役、ジョス・アクランドがペロン役、ダイアナ・テリーがミストレス役に配役された。エヴィータ役には多数の候補者がいたが、アルバムでエヴィータ役であったジュリー・コヴィントンが降板し、ペイジが選ばれた。ハロルド・プリンスが演出、ラリー・フラーが振付、ロバート・スティグウッドがプロデュースを担当した。ペイジの後任はマーティ・ウェブ、ステファニー・ローレンス、ショバン・マカーシー(元ミストレス役)、ジャッキー・チャペル、そしてキャスリン・エヴァンズ、マリア・モーガンであった。
ペイジの休演中にウェブがエヴィータ役を演じ、プリンスはその後も引き継ぎまで週2回エヴィータ役を演じるよう説得した。この方法は閉幕まで続き、ウェブがエヴィータ役本役となった際、ローレンスが代役となった。ペイジの当初の代役であったミシェル・ブリーズはロンドン公演で本役となることはなかったが、のちにニュージーランド公演でエヴィータ役本役となった。スザンナ・フェロウズもエヴァ役代役であった。
チェ役のデイヴィッド・エセックスの後任にゲイリー・ボンドが就き、その後マガルディ役であったマーク・ライアンが就き、さらにマーティン・スミス、ジミー・キーンと続いた。ペロン役のジョス・アクランドの後任にはジョン・ターナー、オズ・クラーク 、ダニエル・ベンザリなどがいる。
『サンデー・タイムズ』紙のレビューでデレク・ジュエルは「とても素晴らしい」とし、ロイド・ウェバーの「意欲的な」音楽は「比類なき20世紀ミュージカル」で、ライスの歌詞は「鋭く機知に富んでいる」と記した。『タイムズ』紙のバーナード・レヴィンには好ましくなく、「台詞より歌が多いというだけでオペラの名を語った不愉快な作品」で「人生で最も不愉快な夜の1つとなった」と記した。
The Society of West End Theatre (S.W.E.T)のミュージカル作品賞、ペイジにミュージカル俳優賞が授与された。またこの賞にはプリンスが演出賞、エセックスがミュージカル俳優賞にノミネートされていた。
ティモシー・オブライアンとタジーナ・ファースは装置デザインでコラボレートした。舞台後方および横に足場つきのバルコニーが設置され、後方のスクリーンにプロジェクターで映像を映し出す小規模のものであった。マダム・タッソー館はペイジをモデルにエヴィータの蝋人形を製作し、冒頭の葬式のシーンの棺に入れられた。ディエゴ・リベラの壁画に影響を受け、プリンスはプロセニアム・アーチの側面にアルゼンチンの民衆の困難を描かせた。プリンスはコーラスやダンサーの当初の黒い衣裳を破棄させ、チャリティや古着屋に買いに行かせた。特徴的なバルコニーのシーンに登場するエヴァが着用している衣裳はエヴァ・ペロンが実際に所有していた白いドレスを基にしている。
1978年、『Evita: Original London Cast Recording 』がレコーディングされ、MCAレコードからリリースされた。
オリジナル・ロンドン・プロダクションはプリンス・エドワード・シアター閉幕後、マンチェスターのオペラ・ハウスに移行した。キャスリン・エヴァンズがエヴァ役、ジミー・キーンがチェ役、リタ・ジョーンズとジョン・バーがそれぞれの代役となった。

#### オリジナル・スタッフ
- 製作： ロバート・スティグウッド
- 作曲： アンドルー・ロイド・ウェバー
- 作詞： ティム・ライス
- 演出： ハロルド・プリンス

### オリジナル・ブロードウェイ・プロダクション
サンフランシスコにあるオルフェウム・シアターで開幕後、1979年9月25日にブロードウェイ・シアターでも公演が始まり、プレビュー17回、本公演1,567回上演後の1983年6月26日閉幕した。パティ・ルポーンがエヴァ役、マンディ・パティンキンがチェ役、ボブ・ガントンがペロン役、マーク・サイアーズがマガルディ役、ジェーン・オーリンガーがミストレス役に配役された。こちらもハロルド・プリンスが演出、ラリー・フラーが振付を担当した。公演期間中、ルポーン以外にテリ・クラウスナー、ナンシー・オペル、パメラ・ブレイク、デリン・アルテイ、ロニ・アカーマン、フローレンス・レイシーの6名がタイトル・ロールを演じた。パティンキンはのちにトニー賞受賞者アンソニー・クリヴェロに置き換えられた。『ニューヨーク・タイムズ』紙の批評家フランク・リッチは「現在エヴァ役を演じるロニ・アカーマンはラテン系ではないが、アメリカでのエヴィータ役の中で、絶え間なくエネルギーが続く演技や歌同様最高の歌唱である。初見のアンソニー・クリヴェロはニューヨーク、ロンドンどちらで観た中でも柔軟な声、軽やかな演技、チェ役が持つべき諭すようなトーンで最高のチェ役である。彼はとても人目を惹き、チェ・ゲバラによってペロンの物語に引き込まれる」と記した。トム・カーターがパティンキンの代役としてチェ役を演じた。
ルポーンは「『エヴィータ』は人生で最低の経験だった」とし、「彼女を憎む男性によって書かれた役で作品中ずっと叫んでいなくてはならなかった。スターとしての演技を求めるプロデューサーからの手助けもなく、名も知らない裏方のように扱われた。まるでベイルートのようで、バンシーのように戦った」と語った。
当初ウエスト・エンドでエヴァ役を演じたエレン・ペイジがブロードウェイで再演すると報じられたが、俳優労働組合はペイジがアメリカ人ではないことを理由に拒否した。ニューヨーク公演開幕前、ルポーンの声に問題が発生した際、プリンスはペイジ出演を組合に2度掛け合った。ただしルポーンの回顧録によると、これは単にプリンス自身が作り上げた噂である。
『エビータ』は1980年のトニー賞で最優秀ミュージカル賞ほか6部門で受賞した。

### オリジナル・マドリード・プロダクション
1980年12月23日、マドリードにあるテアトロ・モニュメンタルにてスペイン語版が初演された。Jaime Azpilicuetaが演出を担当し、Paloma San Basilioがエヴァ役、Patxi Andiónがチェ役、Julio Cataniaがペロン役、Tony Landaがマガルディ役、Montserrat Vegaがミストレス役に配役された。ただし1980年半ば、メキシコでスペイン語版が初演され、Rocío BanquellsがEva役、Jaime Garzaがチェ役に配役されていた。1981年、2枚組のオリジナル・サウンドトラック・アルバムがリリースされた。シングル『No llores por mí, Argentina 』はヒットし、Nacha Guevaraなどの歌手にカバーされた。スペイン語版はその後バルセロナや他の都市での公演、およびラテン・アメリカ・ツアー公演が行われた。

### 1983年、ブラジル・プロダクション
1983年1月12日、リオデジャネイロにあるTeatro João Caetano で開幕し、Maurício Shermann が演出を担当した。Cláudia がエヴィータ役、Mauro Mendonça がペロン役、Carlos Augusto Strazzer がチェ役、Sílvia Massari がミストレス役、Hildon Prado がマガルディ役を演じた。1986年、サンパウロにあるテアトロ・パレスに移行した。ブラジル公演開幕は大成功し、以降もなお批評家から歌手Cláudia がブラジル最高のエヴィータ役とされている。イギリスのプロデューサーのロバート・スティグウッド、デイヴィッド・ランドがブラジル公演鑑賞後、これまで観た中でCláudia が最高のエヴィータ役だと語った。
- 演出: Maurício Shermann
- 振付: Johnny Franklin
- 音楽監督および指揮: Edson Frederico
- 舞台監督: Miguel Rosengberg

出演者
- エヴァ・ペロン – Cláudia
- ペロン – Mauro Mendonça
- チェ – Carlos Augusto Strazzer
- ミストレス – Sílvia Massari
- マガルディ – Hilton Prado

### ツアー・プロダクション
アメリカおよび世界中でツアー公演が行われている:
1980年、第1回全米ツアー
ロサンゼルスにあるシュバート・シアターで開幕した。ロニ・アカーマンがエヴァ役、スコット・ホームズがチェ役、ジョン・サイファーがペロン役、サル・ミストレッタがマガルディ役、シンシア・ハントがミストレス役に配役された。
1982年、第2回全米ツアー
シカゴにあるシュバート・シアターで開幕した。ヴァレリー・ペリがエヴァ役、ジョン・ヘレラがチェ役、ロバート・アルトンがペロン役、ピーター・マリノスがマガルディ役、シンシア・シンプソンがミストレス役に配役された。
1983年、第3回全米ツアー
デトロイトにあるマゾニック・テンプル・シアターで開幕した。フローレンス ・レイシーがエヴァ役、ティム・ボウマンがチェ役、ジョン・レスリー・ウォルフがペロン役、ヴィンセント・ピリロがマガルディ役、パトリシア・ルドがミストレス役に配役された。
1984年、全米ツアー
フローレンス・レイシーがエヴァ役に配役された。
1986年、全米ツアー
フローレンス・レイシーがエヴァ役に配役された。
1987年、イギリスおよびアイルランド・ツアー
レベッカ・ストームがエヴァ役、クリス・コーコランがチェ役に配役された。
1989年、世界ツアー
フローレンス・レイシーがエヴァ役、ジェイムス・スバノがチェ役、ロバート・アルトンがペロン役に配役された。
1994年、全米ツアー
1996年の映画版製作を見越して1年以上ツアー公演が行われた。のちのトニー賞ノミネート者マーラ・シャフルなど複数の女優がタイトル・ロールを演じた。ラリー・フラーが演出および振付を担当し、ダニエル・C・クーニーがチェ役を演じた。
1995年-1996年、全英ツアー
ポール・ニコラス、デイヴィッド・アイアンおよびオリジナル・プロデューサーのロバート・スティグウッド、デイヴィッド・ランドがオリジナル・ロンドン・プロダクションを基にした公演を行った。マーティ・ウェブがエヴァ役、クリス・コーコランがチェ役、ダンカン・スミスがペロン役、レオ・アンドリューがマガルディ役、ポピー・ティーニーがミストレス役に配役された。ウェブが50歳で配役されたことに対して批判的な意見もあったが、ツアー公演は延長され1996年まで続いた。
1998年、20周年全米ツアー
1999年から2000年にかけてブロードウェイ再演が行われる予定であったが、1998年11月3日、デトロイトからオリジナル・ブロードウェイ・プロダクションを基にしたツアーが開幕し、1999年夏、ボストンで閉幕した。ナタリー・トロがエヴァ役、ラウル・エスパーザがチェ役、レイモンド・ジャラミロ・マクリオドがペロン役に配役された。このプロダクションはよりラテン系となった。『プレイビル』誌によると「ラテン系キャストは文化的により本物に近づける要素となった」。トロはエスパーザと共に高い評価を受けた。
2004年、全米ツアー
2004年11月、キャシー・ヴォイコがエヴァ役、ブラッドリー・ディーンがチェ役に配役され、ハロルド・プリンスとラリー・フラーが演出を担当した公演が行われた。2007年5月に一旦閉幕したが、同年後期に再開して2008年6月に閉幕した。
2008年、全英ツアー
ロンドン公演再演後の2008年、ルイーズ・ディアマン、のちにレイチェル・ウッディングがエヴァ役、BBCの『Any Dream Will Do 』のファイナリストのシーマス・カレンがチェ役、マーク・ヒーニアンがペロン役、ジェイムス・ウォウドがマガルディ役、ニッキー・メイ、のちにカーリー・ボウメンがミストレス役を演じた。2009年後期に閉幕したが、2010年3月に再開してヨーロッパを巡業し、2011年4月に閉幕した。2011年5月から9月、イギリスおよびドイツをツアーし、アビゲイル・ジェイがエヴァ役、マーク・パウエルがチェ役、マーク・ヒーニアンがペロン役を演じた。
2013年-2014年、全英ツアー
ブロードウェイ再演成功後、ビル・ケンライトのプロデュースによりツアー公演が行われた。2013年5月15日、ニュー・ウィンブルドン・シアターで開幕し、グラスゴー・キングス・シアター、シアター・ロイヤル・ノーウィッチ、ウルヴァンプトン・グランドで上演された。Wet Wet Wetのボーカルであったマーティ・ペロウがチェ役、アンドリュー・C・ウォズワースがペロン役、マダリナ・アルバートがエヴァ役を演じた。2014年9月から10月、ウエスト・エンドにあるドミニオン・シアターにて55回上演した。
2013年、全米ツアー
2013年9月、2012年のブロードウェイ再演を基にした全米ツアーが開幕した。キャロライン・ボウマンがエヴァ役、ジョシュ・ヤングがチェ役、シーン・マクローリンがペロン役、クリストファー・ジョンストンがマガルディ役、クリスティーナ・アラバドがミストレス役、デジ・オークシーがエヴァ役代役に配役された。

### 2006年、ロンドン再演
約20年ぶりに2006年6月2日よりウェストエンドのアデルフィー劇場で再演された。マイケル・グランデージが演出を担当し、アルゼンチンの女優エレナ・ロジャーがエヴァ役、フィリップ・クォストがペロン役、マット・ロウルがチェ役に配役された。脚本には1996年の映画版の為に作られた曲『You Must Love Me』が採用されているが、英語の舞台版ではまだ使用されていない。好評で開幕したが、興行収入は低く、1年未満の2007年5月26日に閉幕した。クォストとロジャーはローレンス・オリヴィエ賞にノミネートされた。

### 2010年、ストラトフォード・フェスティバル
2010年、ストラトフォード・フェスティバルにおいて、初のロック・ミュージカルとして上演された。チリナ・ケネディがエヴァ役、フアン・チオランがペロン役、ジョシュ・ヤングがチェ役に配役され、ゲイリー・グリフィンが演出を担当した。

### 2011年、ブラジル再演
2011年3月、テアトロ・アルファにてJorge Takla演出によるブラジル再演が上演された。Paula Capovillaがエヴィータ役、Daniel Boaventuraがペロン役、Fred Silveiraがチェ役に配役された。

### 2012年、ブロードウェイ再演
2006年のウエスト・エンド再演を基にし、マーキス・シアターにてブロードウェイ再演が行われた。エレナ・ロジャーがエヴァ役、リッキー・マーティンがチェ役、マイケル・サーヴリスがペロン役、マックス・ヴォン・エッセンがマガルディ役(およびチェ役代役)、レイチェル・ポッターがミストレス役に配役された。クリスティーナ・デシッコがエヴァ役代役となった。マイケル・グランデージが演出、ロブ・アシュフォードが振付、クリストファー・オラムが装置および衣裳デザイン、ニール・オースティンが照明デザインを担当した。ハル・ラフティグとスコット・サンダースがプロデュースを行なった。2012年3月12日からプレビュー公演が行われ、4月5日に正式に開幕した。トニー賞においてミュージカル再演賞を含む3部門でノミネートされた。26回プレビュー公演、337回本公演上演後2013年1月26日に閉幕した。

### 2013年/2014年、イタリア・プロダクション
2013年12月5日、インペリア県サンレーモにてイタリア公演が開幕した。Susanna Tagliapietraが演出、Marco Savatteriが訳詞を担当した。Simona Angioloniがエヴァ役、Edoardo Pallancaがチェ役、Agostino Marafiotiがペロン役、Matteo Merliがマガルディ役、Diletta Mangoliniがミストレス役に配役された。

### 2015年、オーストラリア・プロダクション
2015年7月17日から8月1日、ジーロングにあるセンターステージにてオーストラリア初演が行われた。

## 日本での公演
日本では劇団四季により上演されている。

### 日本版スタッフ
- 製作・演出： 浅利慶太
- 日本語訳詞： 浅利慶太、岩谷時子（「スーツケースを抱いて」）
- 振付： 山田卓(1982年)、加藤敬二
- 照明： 沢田祐二
- エビータの衣装： 森英恵(1997年以降)
- 衣装： 清川美保子(1982年)、レッラ・ディアッツ
- 音楽進行： 鎮守めぐみ(1997年)

### 四季版キャスト
（キャスティングのみで出演記録がない場合を含む）
- エビータ：久野綾希子、五十嵐まゆみ、野村玲子、堀内敬子、鈴木京子、井上智恵、鳥原ゆきみ、秋夢子、谷原志音、江畑晶慧
- チェ：市村正親、飯野おさみ、沢木順、芝清道、佐野正幸、石丸幹二、金田俊秀、飯田洋輔
- ペロン：光枝明彦、麦草平、山口祐一郎、今井清隆、下村尊則、佐野正幸、渋谷智也、金田俊秀、福井晶一、北澤裕輔
- マガルディ：沢木順、芥川英司、下村尊則、山口正義、青山明、渋谷智也、飯野おさみ、佐野正幸、内田圭
- ミストレス：保坂知寿、野村玲子、石橋ちさと、橋本千波、西田ゆりあ、八幡三枝、苫田亜沙子、久居史子、高木美果、松元恵美、藤原加奈子

### レコード・CD版キャスト
- 1982年日生劇場公演
  - エビータ：久野綾希子
  - チェ：市村正親
  - ペロン：光枝明彦

- 1997年日生劇場公演
  - エビータ：野村玲子
  - チェ：芝清道
  - ペロン：今井清隆
  - マガルディ：下村尊則
  - ミストレス：石橋ちさと

## 映画化
ウェスト・エンドおよびブロードウェイ公演が始まるとすぐにケン・ラッセル監督による映画化が決まった。バーブラ・ストライサンドやライザ・ミネリがエヴァ役、バリー・ギブやエルトン・ジョンがチェ役に推測された。しかしこの計画は実現しなかった。
ラッセルにとってのエヴァ役第1候補はロック・ツアーおよびブロードウェイで著名なカーラ・デヴィートであり、ロイド・ウェバーの妻もデヴィートのファンであった。デヴィートは自身のソロ・アルバム『Is This A Cool World or What? 』のミュージック・ビデオ撮影中のイングランドでスクリーン・テストを受けた。この時の『Don't Cry For Me, Argentina 』はとても好評であった。ラッセルはデヴィートの演技は観衆を泣かせることができると思ったが、ティム・ライスは交際中のエレイン・ペイジを推薦していた。ラッセルはこれに反対していたが、ペイジはスクリーン・テストを2回受けた。
ラッセルの自伝によると、ストライサンドに会った途端、役には合わないことに気付き、ライザ・ミネリを推薦した。ラッセルが絶賛したミネリの最初のスクリーン・テストから1年が経ってスティグウッドに、才能がありスターの品格のあるミネリのテストを再度するよう提案したがペイジに決まったと知らされた。最初からこれに反対してきたラッセルは降板した。数年後、デヴィートと再会したラッセルはデヴィートに「私のエヴィータ」と語った。
20年近くを経た1996年、アラン・パーカー監督により映画版『エビータ』はマドンナ主演でようやく映画化された。アントニオ・バンデラスがチェ役、ジョナサン・プライスがペロン役に配役された。同映画はアカデミー賞で5部門でノミネートされ、映画版のために作曲された『You Must Love Me 』で最優秀歌曲賞を受賞した。マドンナの演技は賛否両論であったが、ゴールデングローブ賞 主演女優賞 (ミュージカル・コメディ部門)を受賞した。なお映画版の振付はヴィンセント・パターソンが行った。

## 受賞歴

### オリジナル・ロンドン・プロダクション
| 年   | 賞                                                         | 部門               | ノミネート者             | 結果       |
| ---- | ---------------------------------------------------------- | ------------------ | ------------------------ | ---------- |
| 1978 | The Society of West End Theatre (ローレンス・オリヴィエ賞) | 新作ミュージカル賞 | 新作ミュージカル賞       | 受賞       |
| 1978 | The Society of West End Theatre (ローレンス・オリヴィエ賞) | ミュージカル演技賞 | エレイン・ペイジ         | 受賞       |
| 1978 | The Society of West End Theatre (ローレンス・オリヴィエ賞) | ミュージカル演技賞 | デイヴィッド・エセックス | ノミネート |
| 1978 | The Society of West End Theatre (ローレンス・オリヴィエ賞) | 演出賞             | ハロルド・プリンス       | ノミネート |

### オリジナル・ブロードウェイ・プロダクション
| 年   | 賞                       | 部門                   | ノミネート者                                 | 結果       |
| ---- | ------------------------ | ---------------------- | -------------------------------------------- | ---------- |
| 1980 | ドラマ・デスク・アワード | ミュージカル作品賞     | ミュージカル作品賞                           | 受賞       |
| 1980 | ドラマ・デスク・アワード | 作詞賞                 | ティム・ライス                               | 受賞       |
| 1980 | ドラマ・デスク・アワード | 作曲賞                 | アンドルー・ロイド・ウェバー                 | 受賞       |
| 1980 | ドラマ・デスク・アワード | ミュージカル男優賞     | マンディ・パティンキン                       | ノミネート |
| 1980 | ドラマ・デスク・アワード | ミュージカル女優賞     | パティ・ルポーン                             | 受賞       |
| 1980 | ドラマ・デスク・アワード | ミュージカル助演男優賞 | ボブ・ガントン                               | 受賞       |
| 1980 | ドラマ・デスク・アワード | ミュージカル演出賞     | ハロルド・プリンス                           | 受賞       |
| 1980 | ドラマ・デスク・アワード | 振付賞                 | ラリー・フラー                               | ノミネート |
| 1980 | ドラマ・デスク・アワード | 衣裳デザイン賞         | ティモシー・オブライアン、タジーナ・ファース | ノミネート |
| 1980 | ドラマ・デスク・アワード | 照明デザイン           | ティモシー・オブライアン、タジーナ・ファース | ノミネート |
| 1980 | 海外批評家サークル賞     | 作詞賞                 | ティム・ライス                               | 受賞       |
| 1980 | トニー賞                 | ミュージカル作品賞     | ミュージカル作品賞                           | 受賞       |
| 1980 | トニー賞                 | オリジナル楽曲賞       | アンドルー・ロイド・ウェバー、ティム・ライス | 受賞       |
| 1980 | トニー賞                 | ミュージカル脚本賞     | ティム・ライス                               | 受賞       |
| 1980 | トニー賞                 | ミュージカル主演女優賞 | パティ・ルポーン                             | 受賞       |
| 1980 | トニー賞                 | ミュージカル助演男優賞 | マンディ・パティンキン                       | 受賞       |
| 1980 | トニー賞                 | ミュージカル助演男優賞 | ボブ・ガントン                               | ノミネート |
| 1980 | トニー賞                 | ミュージカル演出賞     | ハロルド・プリンス                           | 受賞       |
| 1980 | トニー賞                 | 照明デザイン賞         | デイヴィッド・ハーシー                       | 受賞       |
| 1980 | トニー賞                 | 装置デザイン賞         | ティモシー・オブライアン、タジーナ・ファース | ノミネート |
| 1980 | トニー賞                 | 衣裳デザイン賞         | ティモシー・オブライアン、タジーナ・ファース | ノミネート |
| 1980 | トニー賞                 | 振付賞                 | ラリー・フラー                               | ノミネート |

### 2006年、ウエスト・エンド再演
| 年   | 賞                       | 部門               | ノミネート者         | 結果       |
| ---- | ------------------------ | ------------------ | -------------------- | ---------- |
| 2007 | ローレンス・オリヴィエ賞 | ミュージカル再演賞 | ミュージカル再演賞   | ノミネート |
| 2007 | ローレンス・オリヴィエ賞 | ミュージカル男優賞 | フィリップ・クォスト | ノミネート |
| 2007 | ローレンス・オリヴィエ賞 | ミュージカル女優賞 | エレナ・ロジャー     | ノミネート |
| 2007 | ローレンス・オリヴィエ賞 | 振付賞             | ロブ・アシュフォード | ノミネート |

### 2012年、ブロードウェイ再演
| 年   | 賞                       | 部門                   | ノミネート者         | 結果       |
| ---- | ------------------------ | ---------------------- | -------------------- | ---------- |
| 2012 | トニー賞                 | ミュージカル再演賞     | ミュージカル再演賞   | ノミネート |
| 2012 | トニー賞                 | ミュージカル助演男優賞 | マイケル・サーヴリス | ノミネート |
| 2012 | トニー賞                 | 振付賞                 | ロブ・アシュフォード | ノミネート |
| 2012 | ドラマ・デスク・アワード | ミュージカル再演賞     | ミュージカル再演賞   | ノミネート |
| 2012 | ドラマ・デスク・アワード | ミュージカル男優賞     | リッキー・マーティン | ノミネート |
| 2012 | ドラマ・デスク・アワード | ミュージカル助演男優賞 | マイケル・サーヴリス | ノミネート |
| 2012 | ドラマ・デスク・アワード | 振付賞                 | ロブ・アシュフォード | ノミネート |
| 2012 | ドラマ・デスク・アワード | 照明デザイン賞         | ニール・オースティン | ノミネート |

## 文化的影響
BBCラジオ2の「必見ミュージカル」の聴取者投票で第6位を獲得した。
『ザ・シンプソンズ』のエピソード『The President Wore Pearls 』は『エヴィータ』を大まかに基にしており、リサ・シンプソンがエヴァ役となった。『Don't Cry for Me, Kids of Springfield 』など曲のパロディも行われた。最後にはコミカルに「我々の弁護士たちのアドバイスにより、私たちはエヴァ・ペロンの人生を基にしたミュージカルのことは聞いたことがないと誓います」と注釈を入れた。
『glee/グリー』のシーズン2のエピソード『Special Education 』で地区予選に出場するウォブラーズのソロのオーディションでカート・ハメル(クリス・コルファー)とレイチェル・ベリー(リア・ミシェル)が『Don't Cry for Me, Argentina 』を歌う。シーズン3のエピソード『Hold On to Sixteen 』でライバルのショークワイアがコンテストで『Buenos Aires 』を歌う。
アニマニアックスの短編『The Ballad of Magellan 』にアルゼンチンが登場し、「『エヴィータ』公演間近」(EVITA Coming Soon!)の表記が登場する。
2013年、映画会社ACT 2 CAMはオマージュとして『Don't cry for Hartlepool Marina 』の音楽と動画を収録した。

## レコーディング
1976年、初めてキャストを集められてレコーディングし、1978年、オリジナル・ロンドン・プロダクションで初めて舞台のキャスト・レコーディングが行われた。1979年、オリジナル・ブロードウェイ・プロダクションのキャスト・レコーディングがリリースされた。ロイド・ウェバーとライスがこれら3枚をプロデュースした。
少なくとも25枚の英語版キャスト・アルバムがリリースされている他、外国語版もリリースされている。これまでスペイン語4枚、ドイツ語5枚、日本語3枚、ヘブライ語2枚の他、チェコ語、デンマーク語、オランダ語、フランス語、ハンガリー語、アイスランド語、韓国語、ポルトガル語、ス ウェーデン語でもリリースされている。
ソプラノのキリ・テ・カナワはペロン役のクリストファー・リーと共に完全オペラ版をレコーディングしたが、リリースされていない。
マーティ・ウエブはデイヴ・ウィレッツおよびカール・ウェインと共にピックウィック・レコードでハイライト・アルバムをレコーディングし、1995年、ウェブが主演した全英ツアーと同時にリリースされた。

### 英語版キャスト・アルバム
| 題                                                                             | 年   | 国 | 様式       | 出演者                                                                                        | 特記                                               |
| ------------------------------------------------------------------------------ | ---- | -- | ---------- | --------------------------------------------------------------------------------------------- | -------------------------------------------------- |
| Evita: An opera based on the life story of Eva Perón 1919 - 1952               | 1976 | UK | 完全       | - ジュリー・コヴィントン - コルム・ウィルキンソン - ポール・ジョーンズ - バーバラ・ディクソン | スタジオ・レコーディングのためキャストが集められた |
| Evita: Original London Cast Recording                                          | 1978 | UK | ハイライト | - エレイン・ペイジ - デイヴィッド・エセックス - ジョス・アクランド - ショバン・マカーシー     | オリジナル・ロンドン・キャスト                     |
| Evita: Premiere American Recording                                             | 1979 | US | 完全       | - パティ・ルポーン - マンディ・パティンキン - ボブ・ガントン                                  | オリジナル・ブロードウェイ・キャスト               |
| Evita: Highlights of the Original Broadway Production for the World Tour 89/90 | 1989 | US | ハイライト | - フローレンス・レイシー - ジェイムス・スバノ - ロバート・アルトン - スーザン・ポステル       | 1989/90世界ツアー・キャスト                        |
| Evita: Music from the Motion Picture                                           | 1996 | US | ハイライト | - マドンナ - アントニオ・バンデラス - ジョナサン・プライス                                    | シングル版                                         |
| Evita: The Complete Motion Picture Music Soundtrack                            | 1996 | US | 完全       | - マドンナ - アントニオ・バンデラス - ジョナサン・プライス                                    | 2枚組                                              |
| Evita: 20th Anniversary Edition                                                | 1996 | UK | 完全       | - ジュリー・コヴィントン - コルム・ウィルキンソン - ポール・ジョーンズ - バーバラ・ディクソン | 1976年版再リリース                                 |
| Evita: 2006 London Cast Recording                                              | 2006 | UK | ハイライト | - エレナ・ロジャー - マット・ロウル - フィリップ・クォスト                                    | 2006年、ロンドン・キャスト                         |
| Evita: New Broadway Cast Recording                                             | 2012 | US | 完全       | - エレナ・ロジャー - リッキー・マーティン - マイケル・サーヴリス                              | 2012年、ブロードウェイ・キャスト                   |